# Sergio Michele Piffari
Sergio Michele Piffari (Valbondione, 18 maggio 1961) è un politico italiano.

## Biografia
Diplomato al liceo tecnico industriale e imprenditore turistico, dal 1983 al 1985 è stato direttore degli impianti di risalita a Lizzola.Coniugato dal 1998 con Dina Semperboni, con la quale ha 2 figli. 

## Attività politica
Dal 1991 al 2001 è stato sindaco di Valbondione, dal 1999 al 2003 assessore al turismo in Comunità Montana, dal 1999 al 2007 consigliere provinciale e dal 2007 al 2009 assessore al personale del Comune di Bergamo.
Segretario regionale dell'Italia dei Valori, alle elezioni politiche del 2006 è candidato al Senato senza essere eletto. Viene invece eletto deputato alle elezioni politiche del 2008 nella circoscrizione IV Lombardia.